# Strażnica WOP Żabin
Strażnica WOP Rapa/Żabin – podstawowy pododdział graniczny Wojsk Ochrony Pogranicza.

## Formowanie i zmiany organizacyjne
Strażnica została sformowana w 1945 w strukturze 24 komendy odcinka Bartoszyce jako 117 strażnica WOP (Angerapp) o stanie 56 żołnierzy. Kierownictwo strażnicy stanowili: komendant strażnicy, zastępca komendanta do spraw polityczno-wychowawczych i zastępca do spraw zwiadu. Strażnica składała się z dwóch drużyn strzeleckich, drużyny fizylierów, drużyny łączności i gospodarczej. Etat przewidywał także instruktora do tresury psów służbowych oraz instruktora sanitarnego.
Od 15 marca 1954 wprowadzono nową numerację strażnic. Strażnica III kategorii otrzymała numer 111.
W 1951 strażnica stacjonowała w m. Żabin. Jesienią 1955 zlikwidowano sztab batalionu. Strażnica podporządkowana została bezpośrednio pod sztab brygady. W sztabie brygady wprowadzono stanowiska nieetatowych oficerów kierunkowych odpowiedzialnych za służbę graniczną strażnic.
W czerwcu 1956 rozwiązano strażnicę.

## Ochrona granicy
28 grudnia 1945 patrol strażnicy znalazł w mieszkaniu Niemców pistolet i rakietnicę, a 4 stycznia zatrzymano 4 osoby dokonujące "szabru" i rabunku. Trzy dni później zatrzymano dwóch przestępców. 18 lutego 1946 żołnierze strażnicy zatrzymali 4-osobową grupę pod dowództwem Wikliny Borowskiego, 17 czerwca zatrzymano 5-osobową uzbrojoną grupę mężczyzn. Podczas zatrzymania doszło do strzelaniny.
Sąsiednie strażnice:
116 strażnica WOP Zobichen ⇔ 118 strażnica WOP Gołdap - 1946

## Dowódcy strażnicy
- ppor. Władysław Kwiatkowski (był 10.1946)[b].
- sierż. Dominik Kurowski (był w 1951)